# Meteorus eurysaccavorus
Meteorus eurysaccavorus (лат.) — вид паразитических наездников рода Meteorus из семейства Braconidae. Южная Америка: Боливия.

## Описание
Мелкие наездники, длина около 3 мм. Основная окраска тела чёрная, ноги светлее. От близких видов отличаются следующими признаками: затылочный киль полный, оцеллии маленькие (расстояние между оцеллиями равно 2,7-3 × диаметра оцеллия), задняя часть виска и щека матовые, глаза сходящиеся (ширина лица равна 1,6 × минимальной ширине лица), нотаули отчетливые, боковые доли мезоскутума матовые, проподеум килевидно-морщинистый, поперечный киль на проподеуме присутствует, крыловая жилка 3RSb отчетливо изогнута, маргинальная ячейка короткая, дорсопе присутствует; вентральные границы первого тергита широко разделены, базальное поле Т3 матовое, яйцеклад длинный (яйцеклад в 2,4 раза длиннее первого тергита). Усики самок тонкие, нитевидные, состоят из 19-20 члеников. Первый брюшной тергит стебельчатый (петиоль короткий). Нижнегубные щупики состоят из 3 сегментов. Трохантеллюс (2-й вертлуг) отделён от бедра. В переднем крыле развита 2-я радиомедиальная жилка. Эндопаразитоиды гусениц бабочек Gelechiidae. Вид был впервые описан в 2015 году американскими энтомологами Helmuth Aguirre, Scott Richard Shaw (University of Wyoming, Department of Ecosystem Science and Management, Laramie, Вайоминг, США) и Luis Felipe Ventura De Almeida (Universidade Federal de São Carlos, Departamento de Ecologia e Biologia Evolutiva, São Carlos, Бразилия).